# Arthur’s Seat
Az Arthur’s Seat („Artúr széke”) a Holyrood Park nagy részét kitevő dombok legmagasabbika Skóciában, Edinburgh központjában. Az Edinburgh-i vártól mintegy másfél kilométerre keletre fekszik, viszonylag könnyen megmászható, és szép kilátást nyújt a város felé. Magassága 250,5 m.
Nevét sokak szerint az Artúr király körüli mondakör nyomán kapta, de ettől eltérő magyarázatok is léteznek.

360°-os panorámakép az Arthur’s Seat csúcsáról

## Fordítás
- Ez a szócikk részben vagy egészben az Arthur's Seat című angol Wikipédia-szócikk ezen változatának fordításán alapul.  Az eredeti cikk szerkesztőit annak laptörténete sorolja fel. Ez a jelzés csupán a megfogalmazás eredetét és a szerzői jogokat jelzi, nem szolgál a cikkben szereplő információk forrásmegjelöléseként.

- |  | A Wikimédia Commons tartalmaz Arthur’s Seat témájú médiaállományokat. |